# Charli D'Amelio
Charli Grace D'Amelio (Norwalk, Connecticut, 1 de mayo de 2004) es una modelo, bailarina y celebridad de internet estadounidense, conocida por sus vídeos de bailes, belleza y modelaje en la red social TikTok.
Dio inicio a su carrera en redes sociales al empezar a publicar videos de baile en la plataforma TikTok en 2019. Rápidamente acumuló un gran número de seguidores y posteriormente en abril de 2023 contaba con más 150 millones de seguidores.
D'Amelio hizo su debut en el cine con un papel de voz en la película animada de 2020 StarDog and TurboCat. Desde 2021, ha protagonizado la serie documental de Hulu The D'Amelio Show y el reality web de Snapchat Charli vs. Dixie. En 2022, D'Amelio participó como concursante famosa y logró ganar, junto a Mark Ballas, en la trigésima primera temporada del programa de competencia de baile Dancing with the Stars.
Entre sus otros emprendimientos se incluyen dos libros, un podcast, una colección de esmaltes de uñas, un colchón, una línea de maquillaje, una línea de ropa y una empresa de múltiples productos. D'Amelio se convirtió en la primera persona en alcanzar tanto los 50 como los 100 millones de seguidores en TikTok. Fue la personalidad femenina de TikTok que más ingresos generó en 2019 y la personalidad con mayores ingresos en la aplicación en 2022, según Forbes.
Charli ya cuenta con 3 años consecutivos ganando el premio a Mejor Creadora De Contenido Femenino de los Kids Choice Awards (2021-2023, también ganó el premio Lifestyle de los Youtube Streamy Award 2022. Y el Breakout Creator de los mismos premios en 2020.

## Primeros años
Charli Grace D'Amelio nació en Norwalk, Connecticut, el 1 de mayo de 2004. Hija de la fotógrafa y exmodelo Heidi D'Amelio y el excandidato al Partido Republicano al Senado de Connecticut, Marc D'Amelio. Tiene una hermana mayor, Dixie, quien también es una personalidad de las redes sociales. Comenzó a bailar a los tres años de edad, y fue una bailarina competitiva durante más de 10 años antes de comenzar su carrera en TikTok en 2019.
Anteriormente asistía a la escuela privada King School en Stamford, Connecticut, pero comenzó a asistir a la escuela de manera virtual después de su éxito en TikTok.

## Carrera

### 2019–2022: Ascenso a la fama y TikTok
D'Amelio comenzó a publicar en TikTok en mayo de 2019 con un video de sincronización de labios junto a una amiga. Su primer video en ganar popularidad fue un video lado a lado (conocido en la plataforma como "dueto") con el usuario Move With Joy, publicado en julio de 2019. Desde entonces, su contenido ha consistido principalmente en videos bailando al ritmo de canciones populares en la plataforma. En octubre de 2019, ganó mayor exposición por sus videos en los que realizaba una danza llamada "Renegade" con la canción de K Camp "Lottery". Posteriormente se le atribuyó la popularización de la danza en las redes sociales, aunque falsamente se le atribuyó la creación de la misma, y los usuarios de TikTok la llamaron la "CEO de Renegade". Después de que un artículo acerca de la bailarina Jalaiah Harmon en el The New York Times revelara que ella era la creadora original de la danza, D'Amelio recibió críticas en línea por no dar crédito a Harmon y comenzó a dar crédito regularmente a los creadores de las danzas que realizaba. En noviembre de 2019, se unió a la casa colaborativa de contenido de TikTok llamada The Hype House junto a su hermana Dixie. En noviembre de ese año Charli poseía ya 5 millones de seguidores en TikTok.
A finales de 2019, la exejecutiva de Sony Music, Barbara Jones, fichó a D'Amelio para su compañía de representación, Outshine Talent, y en enero de 2020, ella y el resto de su familia firmaron con United Talent Agency. En noviembre de 2019, Bebe Rexha invitó a D'Amelio a actuar junto a ella durante su presentación de apertura para los Jonas Brothers. Ese mismo mes, comenzó a publicar videos en su canal de vlogs de YouTube, que lleva su nombre. En febrero de 2020, D'Amelio apareció en un anuncio para Sabra Hummus durante el Super Bowl junto con otras celebridades. En marzo de 2020, ella y su hermana se asociaron con UNICEF para una campaña contra el acoso escolar, y también hizo una aparición en el especial televisivo de Nickelodeon, #KidsTogether: The Nickelodeon Town Hall, presentado por Kristen Bell. En ese mismo mes, se asoció con Procter & Gamble para crear la campaña del challenge #DistanceDance en TikTok con el objetivo de fomentar el distanciamiento social durante la pandemia de COVID-19, lo cual recibió elogios del gobernador de Ohio, Mike DeWine. Por su participación en la campaña, fue nominada a un premio Streamy en la categoría de Campaña de Impacto Social. También se convirtió en la usuaria de TikTok con más seguidores, superando a la personalidad de las redes sociales estadounidense Loren Gray, y fue la primera usuaria de TikTok en alcanzar los 50 millones de seguidores.
En abril de 2020, D'Amelio apareció en el especial televisivo de ABC, The Disney Family Singalong, durante la actuación de "We're All In This Together" de High School Musical. En mayo de 2020, D'Amelio y su hermana anunciaron un acuerdo de podcast con Ramble Podcast Network. Además, ambas fueron incluidas en la alineación de celebridades del especial de televisión Graduate Together: America Honors the High School Class 2020, presentado por LeBron James. Asimismo, en ese mismo mes, D'Amelio abandonó la Hype House.
En junio de 2020, D'Amelio interpretó a Tinker en el estreno de la película animada para niños de 2019 StarDog and TurboCat, marcando su primera participación en un largometraje. Ese mismo mes, ella y su hermana se asociaron con Morphe Cosmetics para lanzar Morphe 2, una línea de maquillaje. Charli y Dixie también lanzaron una colección de esmaltes de uñas llamada Coastal Craze con Orosa Beauty en agosto de 2020. Más tarde, D'Amelio anunció su primer libro, titulado Essentially Charli: The Ultimate Guide to Keeping It Real, el cual fue lanzado el 1 de diciembre de 2020. El libro fue publicado por Abrams Books. El libro abordaba temas de identidad, ciberacoso, redes sociales e imagen corporal, así como la infancia y la vida familiar de D'Amelio. El libro se convirtió en un superventas del New York Times.
En septiembre de 2020, Dunkin' Donuts ofreció una bebida de edición limitada en su menú dedicada a D'Amelio y basada en su pedido "favorito" llamada "The Charli". D'Amelio se unió a Triller, una plataforma parecida a TikTok, más tarde ese mes, en medio de la posible prohibición de TikTok en Estados Unidos.
También hizo una aparición en el video musical de Jennifer Lopez y Maluma en su sencillo "Pa' Ti + Lonely". Ese mismo mes, D'Amelio obtuvo un récord Guinness en 2021 por tener la mayor cantidad de seguidores en TikTok. D'Amelio protagonizó el video musical del sencillo de Bebe Rexha, "Baby I'm Jealous", en octubre de 2020. Más tarde ese mismo mes, fue nominada a tres premios, incluyendo "Creadora del Año", en la 10.ª edición de los Streamy Awards.
En noviembre de 2020, D'Amelio se convirtió en la primera persona en alcanzar los 100 millones de seguidores en TikTok. También recibió una nominación como "Estrella Social" en la 46ª edición de los People's Choice Awards.
En diciembre de 2020, D'Amelio ganó el premio a la "Creadora Revelación" en la 10.ª edición de los Streamy Awards. En abril de 2021, D'Amelio protagonizó el video musical de la canción "America's Sweetheart" de Lil Huddy. En mayo de 2021, D'Amelio y su hermana cocrearon y se convirtieron en el rostro de Social Tourist, una marca de ropa de la compañía Hollister Co. en asociación con Abercrombie & Fitch. También se asoció con Simmons Bedding Company para diseñar y lanzar el colchón Charlie & Dixie x Simmons.

### 2022-2023: Transición a los medios de comunicación masivos
En septiembre de 2021, D'Amelio protagonizó junto a su familia la serie documental "The D'Amelio Show" en Hulu, la cual tuvo un gran éxito. Rápidamente se convirtió en la serie sin guion más vista entre todos los títulos de la primera temporada en su género. La segunda temporada se estrenó en septiembre de 2022 y la serie fue renovada para una tercera temporada por parte de Hulu. El programa ganó un Premio MTV Movie & TV a la Mejor Serie sin guion. Más tarde ese año, participó junto a su hermana en el reality web original de Snapchat Charli vs. Dixie, que se estrenó el 13 de noviembre de 2021. La serie sigue a las hermanas compitiendo entre sí en diversos desafíos y tareas, con el objetivo de ganar un premio en efectivo de 50.000 dólares estadounidenses que se dona a la organización benéfica elegida por la ganadora. D'Amelio participó en representación de UNICEF. Charli vs. Dixie fue renovado para una segunda temporada, que se estrenó en noviembre de 2022.
En abril de 2022 se anunció que D'Amelio había firmado para protagonizar la película de thriller sobrenatural Home School, producida por Village Roadshow Pictures y Ryan Kavanaugh, y que se prevé sea la primera entrega de una posible franquicia de ocho películas. Dirigida por F. Javier Gutiérrez, la película cuenta con la producción ejecutiva de los padres de D'Amelio y su hermana, Dixie. La producción comenzó en julio. A finales de agosto, D'Amelio y su madre, Heidi D'Amelio, fueron anunciadas como participantes famosas en la temporada treinta y uno del programa de competencia de baile Dancing With The Stars, compitiendo por separado. El 8 de septiembre, se anunció que ella estaría emparejada con Mark Ballas. En noviembre de 2022, durante la final de la temporada del programa, D'Amelio y Ballas fueron anunciados como los ganadores. En septiembre de 2022, ella y su familia anunciaron un nuevo proyecto llamado D'Amelio Brands, que lanzaría y operaría sus propias marcas enfocadas en moda, belleza y estilo de vida. (La compañía lanzó una línea de calzado en mayo de 2023.) Al mes siguiente, ella lanzó su primer sencillo, "If You Ask Me To", junto con un video musical. La canción, una balada de piano sobre el desamor adolescente, se estrenó por primera vez durante el final de la segunda temporada de The D'Amelio Show. D'Amelio se presentó en fechas seleccionadas de la gira de conciertos Dancing with the Stars Live 2023, que tuvo lugar de enero a marzo de 2023. Copresentó la 36.ª edición de los Nickelodeon Kids' Choice Awards junto con el comentarista de fútbol americano Nate Burleson el 4 de marzo de 2023.

## Recepción
D'Amelio ha sido frecuentemente referida en los medios como la estrella más grande de TikTok. Taylor Lorenz de The New York Times llamó a D'Amelio la "reina reinante" de TikTok. Trey Taylor de The Face Magazine las llamó a ella y a su hermana Dixie las "CEO de TikTok". En un artículo para The Washington Post, Travis M. Andrews la llamó la "indiscutible gobernante de TikTok". Cassidy George de The New Yorker la llamó la "cara de TikTok".
Apareció tanto en la lista Forbes 30 Under 30 como en la lista 40 Under 40 de Fortune en 2020, convirtiéndose en la persona más joven en aparecer en dicha lista.

## Activismo y trabajo de caridad
En abril de 2020, la familia de D'Amelio donó 50 000US$ al hospital de su ciudad natal, Norwalk Hospital, para ayudar a asegurar suministros críticos para el personal del hospital durante la pandemia por COVID-19. En diciembre de 2020, D'Amelio se asoció con TikTok para donar $100,000 a American Dance Movement, una organización que ayuda a brindar acceso a educación en danza en los Estados Unidos, como parte del "Giving Tuesday" (Martes de Donación).

## Vida personal
D'Amelio ha afirmado que sufre de un trastorno alimentario. También ha sido sincera sobre sus experiencias con el body shaming (vergüenza corporal). En una campaña contra el acoso escolar de UNICEF, ella dijo: "Algunos de los comentarios más hirientes que leo sobre mí en línea están relacionados con mi forma corporal, mi tipo de cuerpo, lo cual me afecta personalmente porque he luchado mucho con la imagen corporal, la disforia corporal, y los malos hábitos alimentarios".

## Premios y nominaciones
| Año  | Premio                          | Nominado   | Categoría         | Resultado | Ref    |
| ---- | ------------------------------- | ---------- | ----------------- | --------- | ------ |
| 2025 | Nickelodeon Kids' Choice Awards | Ella misma | Creadora favorita | Nominada  | [ 92 ] |